# Złote Trofeum FIM 85 cm³ w miniżużlu
Złote Trofeum FIM 85 cm³ w miniżużlu (ang. Speedway Youth Gold Trophy) – międzynarodowe rozgrywki miniżużlowe dla zawodników od 11. do 15. roku życia w kategorii pojemnościowej 85 cm³ (do 2013 roku – 80 cm³).

## Medaliści
| Rok    | Miejsce     | Złoto                                               | Srebro                                              | Brąz                                                | Źr.    |
| ------ | ----------- | --------------------------------------------------- | --------------------------------------------------- | --------------------------------------------------- | ------ |
| 80 cm³ |             |                                                     |                                                     |                                                     |        |
| 2001   | Vojens      | Leon Madsen                                         | Mike Bjørn                                          | Casper Wortmann                                     | [ 1 ]  |
| 2002   | Kumla       | Nicolai Klindt                                      | Leon Madsen                                         | Casper Wortmann                                     | [ 1 ]  |
| 2003   | Outrup      | Kenneth Hansen                                      | Patrick Hougaard                                    | Nicolai Klindt                                      | [ 1 ]  |
| 2004   | Eskilstuna  | Nicki Barrett                                       | Jonas Raun                                          | Steffen Andersen                                    | [ 1 ]  |
| 2005   | Wawrów      | Simon Nielsen                                       | Thomas Jørgensen                                    | Steffen Andersen                                    | [ 1 ]  |
| 2006   | Skærbæk     | Michael Palm Toft                                   | René Bach                                           | Anders Mellgren                                     | [ 1 ]  |
| 2007   | Częstochowa | Anders Mellgren                                     | Mikkel Michelsen                                    | Mikkel Bech                                         | [ 1 ]  |
| 2008   | Skærbæk     | Mikkel Michelsen                                    | Mikkel Bech                                         | Arthur Sissis                                       | [ 1 ]  |
| 2009   | Rybnik      | Mikkel Michelsen                                    | Rasmus Jensen                                       | Mikkel Bech                                         | [ 1 ]  |
| 2010   | Vojens      | Anders Thomsen                                      | Emil Grøndal                                        | Kenni Nissen                                        | [ 1 ]  |
| 2011   | Rybnik      | Patrick Josefsen                                    | Martin Steen Hansen                                 | Frederik Jakobsen                                   | [ 1 ]  |
| 2012   | Vetlanda    | Sam Jensen                                          | Jason Jørgensen                                     | Jonas Jeppesen                                      | [ 1 ]  |
| 2013   | Fjelsted    | Frederik Jakobsen                                   | Sam Jensen                                          | Patrick Hansen                                      | [ 2 ]  |
| 85 cm³ |             |                                                     |                                                     |                                                     |        |
| 2014   | Częstochowa | Mads Hansen                                         | Frederik Jakobsen                                   | Jonas Jeppesen                                      | [ 3 ]  |
| 2015   | Skærbæk     | Christian Thaysen                                   | Jonas Seifert-Salk                                  | Benjamin Basso                                      | [ 4 ]  |
| 2016   | Kumla       | Benjamin Basso                                      | Esben Hjerrild                                      | Emil Breum                                          | [ 1 ]  |
| 2017   | Elgane      | Stian Vithen Nielsen                                | Marcus Birkemose                                    | Esben Hjerrild                                      | [ 5 ]  |
| 2018   | Rybnik      | Norick Blödorn                                      | Stian Vithen Nielsen                                | Mathias Pollestad                                   | [ 6 ]  |
| 2019   | Vissenbjerg | Bastian Pedersen                                    | James Pearson                                       | Nicklas Aagaard                                     | [ 7 ]  |
| 2020   | Kumla       | Turniej został odwołany z powodu pandemii COVID-19. | Turniej został odwołany z powodu pandemii COVID-19. | Turniej został odwołany z powodu pandemii COVID-19. | [ 8 ]  |
| 2021   | Kumla       | Mikkel Andersen                                     | Dimitri Buch                                        | Andreas Olsen                                       | [ 9 ]  |
| 2022   | Wolfslake   | Janek Konzack                                       | Dimitri Buch                                        | Jacob Jensen                                        | [ 10 ] |
| 2023   | Holsted     | Villads Pedersen                                    | Elias Jamil                                         | Carlos Gennerich                                    | [ 11 ] |